# Iustitia
Iustitia este personificarea dreptății și a domniei legii în mitologia romană. Echivalenta ei în mitologia greacă este Themis respectiv fiica acesteia, Dike, una din cele trei ore, împreună cu surorile ei Eirene (pacea, lat. Pax) si Eunomia (buna-ordine).
Iustitia este reprezentată legată la ochi, ca semn al imparțialității ei. Într-o mână ține o balanță, cu care măsoară dreptatea, iar în cealaltă o sabie, ca semn al puterii de a impune decizia luată.